# Asturleonščina
Asturleonščina je romanski jezik, ki spada v skupino iberoromanskih jezikov. Asturleonsko govori približno 150 tisoč ljudi v Španiji, v deželah Asturija, Kastilija in Leon (v Leónu) in Estremadura ter v pokrajini Miranda na Portugalskem. Estremadurščina in mirandščina sta posebno standardizirani različici asturleonščine.
To je bil jezik srednjeveške kraljevine León, zato ga imenujejo v starejših virih leonščina, čeprav to poimenovanje velja za jezikovno različico v današnji španski provinci León, ki se pravzaprav ne razlikuje od asturščine.
Nekoč je bila razširjena po vsej zahodni Španiji, dokler je ni izrinila kastiljska španščina.

## Različice
- asturščina ali asturijščina (asturianu, bable)
- leonščina (llïonés)
- mirandščina (mirandés)
- estremadurščina (estremeñu)

Zahodna narečja so podobna galicijščini in portugalščini, zato je asturleonski jezik prehod med kastiljščino in galicijščino.
Ni še razjasnjeno, ali je staro kantabrijsko narečje astruleonski ali pa kastiljski dialekt.

## Značilnosti
Asturleonščina je zelo podobna španščini, medsebojna razumljivost med jezikoma je 80-odstotna. Španske končnice -as, -an se spremenijo v asturleonščini v -es, -en. Na primer hiša, hiše v španščini casa, casas, v asturleonščini casa, cases. Ali poje, pojejo špansko canta, cantan, asturleonsko canta, canten. Skupna značilnost vseh asturleonskih različic je tudi, da je španski soglasnik l na začetku besed zamenjan z ll [ʎ], na primer luna v španščini luna, v asturleonščini lluna.
Slovnične posebnosti asturleonščine zrcalijo značilnosti stare kastiljščine, tako v obeh jezikih obstaja določni člen, ki ga ni v sodobni španščini. Na primer moja hiša špansko mi casa, asturleonsko la mía casa.
Zaradi teh značilnosti nekateri jezikoslovci menijo, da je asturleonščina starinsko špansko narečje.

## Status
Danes je asturščina enoten, kodificiran knjižni jezik s posebnim pravopisom. Regulator jezika je Asturijska jezikovna akademija (Academia de la Llingua Asturiana). Kljub temu asturleonščina nikjer nima uradnega statusa.
Deloma sta standardizirana estremadurski in mirandski jezik, ki se v tolikšni meri razlikujeta od asturščine, da je v mirandščini opazen velik vpliv portugalščine, v estremadurščini pa kastiljske španščine.
Obstaja načrt standardizacije leonščine, vendar večina tistih, ki podpirajo rabo tega jezika, meni, da bi se bilo smiselno združevati z asturščino.